# Glossematyka
Glossematyka (gr. glōssa – język i mathē – nauka) – teoria językoznawcza duńskiego lingwisty Louisa Hjelmsleva, rozwijana dalej przez jego kolegów z Kopenhaskiego Koła Językoznawczego. Glossematyka jest odłamem strukturalizmu, zwana jest „neosaussuryzmem”. Językoznawstwo, według Hjelmsleva, musi badać strukturę języka jako taką, bez uciekania się do stref pozajęzykowych. Teoria języka jest poprawna jedynie wtedy, kiedy opiera się na „zasadzie empirii”, tj. jeżeli opis spełnia następujące trzy warunki:
1. jest wolny od sprzeczności,
2. jest wyczerpujący,
3. jest możliwie najprostszy.

Pierwszy warunek jak nadrzędny do drugiego, a drugi do trzeciego. Teoria językoznawcza powinna przewidywać wszystko to, co może wystąpić w danym języku. Teorii nie należy mylić z praktycznym jej zastosowaniem. Teoria lingwistyczna nie może być weryfikowana w oparciu o konkretne teksty czy języki, a jedynie w oparciu o to, czy jej rachunek (w znaczeniu logicznym) jest wyczerpujący i niesprzeczny. Jeżeli istnieje kilka teorii dających opis wyczerpujący i niesprzeczny, właściwa będzie ta, której opis jest najprostszy.
Hjelmslev rozróżnia dwie funkcje elementów językowych:
1. Koniunkcja (logiczne „i”) — jest domeną tekstu [składanie tekstu np. d+o+m=dom]
2. Dysjunkcja (logiczne „albo albo”) — jest domeną systemu [zachodzi między elementami, które mogą pełnić te same funkcje], elementy istniejące w dysjunkcji stanowią paradygmat, a proces podstawiania elementów w paradygmacie to proces komutacyjny.

Funkcja oznacza zależność jednego terminu od drugiego. Oba terminy funkcji nazywają się funktywami.
1. Interdependencja — funkcja między dwoma elementami stałymi.
2. Determinacja — funkcja między elementem stałym i zmiennym.
3. Konstelacja — funkcja między dwoma elementami zmiennymi[2].

Język dla Hjelmsleva jest to system znaków. Wyróżnia on w języku dwie współistniejące płaszczyzny, bez których proces komunikacji nie byłby możliwy – płaszczyznę treści i płaszczyznę wyrażenia. Badając język w obu płaszczyznach, poszukujemy najmniejszych klas (inwariantów). Najmniejsze elementy językowe, dalej niepodzielne, nazywa Hjelmslev glossemami. Pomiędzy formą wyrażenia i treści istnieje współzależność poprzez funkcję znaku, ale nie ma między płaszczyznami bezwzględnej symetryczności. Tym się różni język od systemów niesemiotycznych, np. gier. Ilość znaków w języku jest nieograniczona, ponieważ można budować ciągle coraz to inne znaki złożone. Ograniczona jest jednak ilość figur, które są częściami składowymi znaków. Język łączy w sobie płaszczyznę wyrażenia i płaszczyznę treści. Jeśli wydajemy dźwięki mowy, które nie formułują przy tym treści, myśli — otrzymujemy jedynie serię dźwięków bez znaczenia, jakiś abstrakcyjny twór. Zadaniem językoznawstwa według glossematyków jest badanie formy wyrażenia i formy treści oraz stosunków między nimi zachodzących.